# Udo Jürgens
Jürgen Udo Bockelmann, más conocido como Udo Jürgens (Klagenfurt, Austria, 30 de septiembre de 1934-Münsterlingen, Suiza, 21 de diciembre de 2014) fue un compositor y cantante austriaco de música popular.

## Carrera

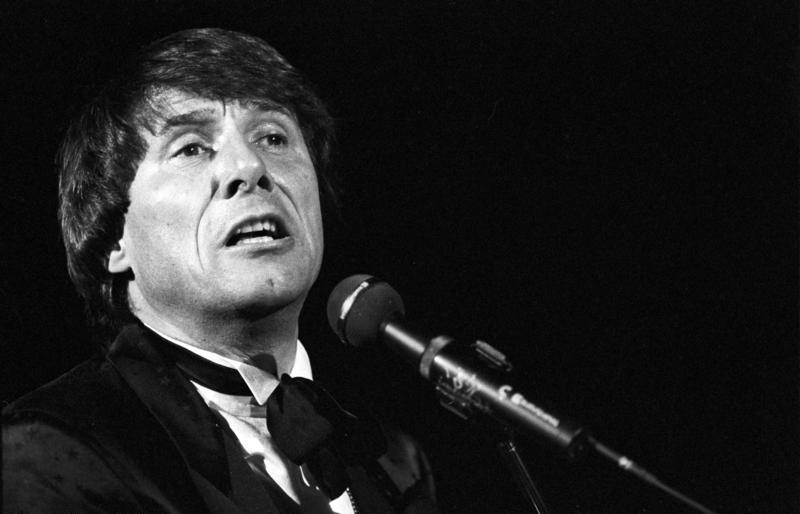
Udo Jürgens (1987).

En 1950 Jürgens ganó un concurso de compositores organizado por la radiodifusora pública ORF con la canción "Je t'aime" ("Te amo"). Escribió el éxito internacional de 1961 "Reach for the Stars" ("Alcanza las estrellas") cantada por Shirley Bassey. En 1964 representó a Austria por primera vez en el Festival de la Canción de Eurovisión con la canción "Warum nur, warum?", terminando en quinto lugar. El participante del Reino Unido, Matt Monro, estaba tan impresionado que grabó su canción (con letras en inglés por Don Black) como Walk Away, que alcanzó el número cuatro en las listas del Reino Unido y el número 23 en los Estados Unidos. Su canción Sag ihr, ich lass sie grüßen terminó en cuarto lugar en el festival del 65, y en 1966 ganó el Eurovisión para Austria con su canción "Merci Chérie", que se convirtió en un éxito en inglés al ser interpretado por Vince Hill.
En los años que siguieron escribió muchas canciones clásicas alemanas como Griechischer Wein, Aber bitte mit Sahne, Mit 66 Jahren, y – uno de sus más grandes éxitos – Buenos Días Argentina, que interpretó junto con el equipo de fútbol alemán en 1978. Dado que Jürgens, quien disfrutó de una educación musical completa, siempre se hace acompañar por el piano, algunas veces es comparado con Billy Joel, pero a diferencia de él, este se acompaña no de una banda de rock, sino de una banda de 18-piezas.
En 1977 Udo invitó a The Supremes a aparecer en su concierto de gala, que fue grabado y televisado. The Supremes (Mary Wilson, Scherrie Payne, y Susaye Green), quienes estaban en una breve gira de despedida en Europa, interpretaron dos de sus éxitos, You Are the Heart of Me y You're my Driving Wheel, así como un dueto con Udo, Walk Away en inglés.
A principios de 1990, la banda alemana de metal "Sodom" lanzó una versión metal de Aber bitte mit Sahne ("Pero con nata por favor"), una canción de Jürgens sobre ancianas gordas que se encuentran para charlar y para comer tortas. En 1992, sus conciertos en Viena fueron vistos por 220,000 espectadores, siguen siendo de los más grandes conciertos en la historia de Europa.
En 2000, Jürgens celebró su 66.º aniversario, probando que el título de su canción de 1977 Mit 66 Jahren (Mit 66 Jahren, da fängt das Leben an — La vida comienza a los 66) también era verdad para él mismo. Durante muchos años, los tabloides lo han presentado como un mujeriego[cita requerida] y varias mujeres han afirmado que es el padre de sus hijos. En septiembre del 2003 el periódico Bild reveló que Jürgens se había casado en secreto con su compañera de mucho tiempo, Corinna, en Nueva York el 4 de julio de 1999.
Udo Jürgens compuso más de 1000 canciones y vendió cerca de 105 millones de unidades, haciéndolo uno de los compositores y cantantes más exitosos del mundo. Su carrera continuó con sus giras casi anuales, hasta que falleció por una insuficiencia cardíaca a los ochenta años en Münsterlingen, en el cantón suizo de Turgovia.

## Familia
- Su hermano, Manfred Bockelmann (nacido en 1943), es pintor.
- La hija de su primer matrimonio, Jenny Jürgens (nacida en 1967), es actriz.
- Su tío, Werner Bockelmann (1907–1968), fue alcalde de Fráncfort del Meno 1957–1964.

Según el sitio de noticias alemanas, laut.de, así como ORF Kärnten, Udo Jürgens fue arrestado en enero del 2006 cuando intentó entrar en los Estados Unidos para visitar a su hija Sonja, quien vive en Nueva York. Los agentes investigaron su identidad en el pasaporte - después de descubrir que su visado (el que no es requerido para residentes de la Unión Europea) había expirado - y el cantante de 71 años estuvo retenido en el aeropuerto como sospechoso de terrorismo, siendo puesto en libertad después de dos horas sin más explicación. No se le permitió tener ningún contacto o representación legal, el guardia simplemente le dijo "no hable hasta que le digamos". Jürgens declaró que no volvería a visitar los Estados Unidos.

## Discografía
- Portrait in Musik 1. Folge (1965)
- Siebzehn Jahr, blondes Haar (1965)
- Francoise und Udo (1966)
- Portrait in Musik 2. Folge (1967)
- Was ich Dir sagen will (1967)
- Udo (1968)
- Mein Lied für Dich (1968)
- Udo Live (1969)
- Udo '70 (1969)
- Udo '71 (1970)
- Zeig mir den Platz an der Sonne (1971)
- Helden, Helden (Musical) (1972)
- Ich bin wieder da (1972)
- Johnny und Jenny (Alle Kinder dieser Welt) (1973)
- Udo heute (1974)
- Meine Lieder (1975)
- Udo '75 (Ein neuer Morgen) (1975)
- Meine Lieder 2 (1976)
- Meine Lieder'77 (1977)
- Buenos Días Argentina (Mundial de Fútbol) (1978)
- Udo 1957-60 (1980)
- Nur ein Lächeln (1980)
- Udo '80 (1980)
- Leave a little love (1981)
- Willkommen in meinem Leben (1981)
- Silberstreifen (1982)
- Traumtänzer (1983)
- Hautnah (1984)
- Treibjagd (1985)
- Deinetwegen (1986)
- Das blaue Album (1988)
- Ohne Maske (1989)
- Sempre Roma (Copa Mundial de Fútbol 1990)
- Das Traumschiff (Soundtrack) (1990)
- Open air Symphony (1992)
- Geradeaus (1992)
- Cafe Größenwahn (1993)
- 140 Tage Cafe Größenwahn Tour 94/95 (1994)
- Zärtlicher Chaot (1995)
- Gestern-heute-morgen (1996)
- Ich werde da sein (1999)
- Mit 66 Jahren (Was wichtig ist) (2000)
- Es lebe das Laster (2002)
- Es werde Licht (2003)
- Jetzt oder nie (2005)
- Einfach ich (2008)
- Der ganz normale Wahnsinn (2012)
- Mitten im Leben (2014)